# Hydra (токен)
Hydra — токен децентралізованої криптовалюти, створений 5 травня 2023 року на блокчейні The Open Network (TON). Проект позиціонує себе як токен з механізмом емісії нових монет шляхом постачання ліквідності в парах з основним токеном $HYDRA та іншими жетонами блокчейну TON.

## Концепція та механізм роботи
$HYDRA позиціонується як токен, що використовує механізм, названий командою «Proof of Liquidity» (PoL). На відміну від Proof-of-Work (PoW) та Proof-of-Stake (PoS), PoL, за словами розробників, дозволяє користувачам заробляти на постачанні ліквідності в пули на децентралізованих біржах (DEX).

#### Пули ліквідності Hydra
Існує понад 60 пулів з монетою $HYDRA на DEX, таких як DeDust.io та Ston.fi. Вони пов'язують токен $HYDRA з різними іншими токенами на блокчейні TON. Така структура пулів дає можливість власникам інших токенів надавати ліквідність у парах з HYDRA, не продаючи свої основні активи. За заявами проєкту, це сприяє підтримці ліквідності для токенів-учасників та самої Hydra. DEX DeDust.io автоматично реінвестує комісії за обмін назад у пул ліквідності, збільшуючи частку провайдерів. Завдяки механізму "маршрутизації" (routing) на DeDust.io, арбітражні боти можуть сприяти перерозподілу (балансуванню) ліквідності між усіма пулами Hydra.
Фармінг в рамках PoL — це процес, за якого учасники надають ліквідність у пули та отримують винагороди в монеті HYDRA. Крім того, вони отримують комісії від свопів (обмінів токенів), а також, у деяких випадках, додаткові винагороди в HYDRA від протоколу. Це схоже зі стейкінгом у PoS, але орієнтовано на підтримку торгової ліквідності. Фармінг, за заявами проєкту, надає гнучкість: учасники можуть використовувати LP-токени (токени постачальника ліквідності) в інших DeFi-протоколах, продовжуючи підтримувати ліквідність. Стверджується, що такий підхід мінімізує капіталовкладення, характерні для майнінгу або традиційного стейкінгу, роблячи фармінг доступним для широкої аудиторії.

## Токеноміка
Загальна емісія токенів HYDRA становить 10 000 000 монет
|-
Заблоковані токени: 8 470 000 $HYDRA (84.7% від загальної емісії) перебувають у заблокованому стані на смарт-контракті (наприклад, через сервіс TonRaffles) у рамках механізму вестингу. Ці кошти призначені для поступового розподілу як винагороди в пулах ліквідності протягом багатьох років.
Кошти для винагород у пулах: Близько 1 434 000 $HYDRA (~14.34% від загальної емісії) розподілені або призначені для розподілу через смарт-контракти винагород пулів ліквідності на DEX, таких як DeDust.io
Початкова ліквідність: Приблизно 66 000 $HYDRA (~0.66% від загальної емісії) було спрямовано на створення початкової ліквідності на децентралізованих біржах. Отримані LP-токени були спалені, що робить цю ліквідність перманентно заблокованою. Заявлено, що винагороди, отримані цією часткою ліквідності, також підлягають спаленню, що може зменшувати загальну циркулюючу пропозицію.

## Статистика
Кількість холдерів: За даними на червень 2025 року, кількість унікальних адрес, що володіють токеном HYDRA, становила близько 33 500.
Лістинги та верифікації: Токен пройшов лістинг та отримав верифікацію на таких платформах, як DeDust.io, Ston.fi, Tonco.io, @xRocket (Telegram-бот), CoinGecko, Dyor.io, GeckoTerminal, Tonviewer, Tonex та CoinMarketCap.
Капіталізація та TVL: В інтерв'ю для блогу TON (опубліковано після 4-го сезону Open League у 2024 році) команда заявляла про досягнення капіталізації в $160 000 000 та сукупного TVL (Загальна вартість заблокованих активів) в $3 000 000.